# Hans Hildenbrand
Hans Hildenbrand, né le 4 mars 1870 à Bad Boll et mort le 2 janvier 1957 à Stuttgart, est un photographe allemand, connu pour ses reportages sur plaques autochromes de la Première Guerre mondiale, images qui ont été publiées en cartes postales pendant le conflit. Une fois la guerre terminée, il a travaillé pour le National Geographic.